# Kollweiler
Kollweiler ist eine Ortsgemeinde im Landkreis Kaiserslautern in Rheinland-Pfalz. Sie ist gemessen an der Einwohnerzahl die zweitkleinste und am weitesten nördlich liegende Ortsgemeinde der Verbandsgemeinde Weilerbach, die ihren Verwaltungssitz in der Gemeinde Weilerbach hat.
Die Gemarkung Kollweiler umfasst derzeit 559 Hektar Fläche.

## Geographie

### Lage
Kollweiler liegt im Nordpfälzer Bergland in dessen Teilbereich Obere Lauterhöhen im sogenannten Musikantenland. Nachbargemeinden sind – im Uhrzeigersinn – Rothselberg, Frankelbach, Sulzbachtal, Erzenhausen, Schwedelbach, Reichenbach-Steegen und Jettenbach. Die nächstgelegene Stadt ist das 15 Kilometer entfernte Kaiserslautern im Südosten. Abseits, auf der Höhe, stehen die Häuser des Gosenbergerhofes, der unweit der Gemarkungsgrenze an die von Rothselberg, Erzenhausen und Kreimbach-Kaulbach anknüpfen. Seit geraumer Zeit wird ein Neubaugebiet vom Gosenbergerhof bis in den Rain – Richtung Ortsmitte – erschlossen.

### Erhebungen
Die ertragreichsten Gewannen liegen auf den lehmhaltigen Höhen nördlich des Dorfes im Bangert, auf dem Tal, am Spannagelberg, am Jungenwald bis Blaul. Vom Spannagelberg (449 m ü. M.) hat man bei gutem Wetter eine gute Aussicht nach Kaiserslautern, Landstuhl, Sickinger Höhe bis hin nach Homburg sowie über den Pfälzerwald. Ganz im Osten der Gemarkung erhebt sich der Galgenberg.

### Gewässer
Auf 318 m über dem Meeresspiegel liegt die in einem engen Tal des Reichenbaches zwischen Glan und Lauter. Im Norden der Gemarkung entspringt außerdem der nach Norden fließende Talbach und im Südosten der Rischbach.

## Geschichte

### Vorgeschichte
Schon vor den Römern besiedelte der keltische Volksstamm der Mediomatriker die Gegend um Kollweiler. In römischer Zeit entstanden in der Nähe von Kollweier zwei Kastelle, bei Oberstaufenbach und Kreimbach, in ungefähr zehn Kilometer Entfernung. Der Verbindungsweg zwischen den Kastellen führt dabei teilweise über die heutige Gemarkung von Spannnagel, Jungenwald, Blaul und Birken. Nach dem Zusammenbruch der römischen Herrschaft am Rhein im Jahre 405 nach Christus verschwand die römisch-germanische Bevölkerung, über 200 Jahre war die Gegend wahrscheinlich unbewohnt.
Aus römischer Zeit stammen viele Funde, die bei Ausgrabungen zu Vorschein kommen. 1921 legte ein örtlicher Heimatforscher ein keltisches Hügelgrab frei, dessen Grabbeigaben sich im Historischen Museum in Speyer befinden.

### Mittelalter
Die Wiederbesiedlung der Westpfalz begann im siebten und achten Jahrhundert durch die Franken. Die auf Rodungsstellen entstandenen Gehöfte nannte man „wilari“, später „Wiler“, letztlich „Weiler“. Die Siedlung Kollweiler wurde nach ihrem Begründer „Colo“ benannt.

### Entstehung des Ortes Kollweiler
In Urkunden, in denen der Ort erwähnt wird, heißt er:
| Jahr | Name     |
| ---- | -------- |
| 1321 | Kolwilr  |
| 1332 | Colwylre |
| 1480 | Kolwiler |

Seit 1588 wird der Ortsname „Kollweiler“ geschrieben.
Die Römer legten ihre Heer- und Handelsstraßen häufig auf Höhen an, um sumpfiges oder anders unwegsames Gelände zu meiden. So führt eine wichtige Straße von Worms über Kaiserslautern nach Saarbrücken und Metz. Von dieser Hauptstraße zweigt bei Lautern eine Nebenstraße ab und führt über Rodenbach (alte Gaudingstätte), Eulenkopf, Galgenberg, Jettenbach, Elzweiler, Ulmet, Kusel nach Trier. Sie wird deshalb auch „Hohe Straße“ genannt. Am Galgenberg kreuzt nun der vorher erwähnte Verbindungsweg zwischen den beiden Heidenburgen.
Etwa ein Kilometer südwestlich dieser Hochstraße legten die Franken einen Königshof an, der wohl im Zusammenhang mit den Feldzügen von Karl Martell, dem Großvater von Karl dem Großen, stehen dürfte. Diese Königshöfe entstanden jeweils in Abständen von 15 bis 20 Kilometer entlang der Heerstraße und bildeten Verpflegungs- und Etappenstationen. Gleichzeitig waren sie wirtschaftliche und militärische Stützpunkte.
Ein solcher „Königshof“ befand sich vermutlich auf dem Gosenberger Hof. Ernst Christmann – ein Heimathistoriker – vermutet hier die erste Siedlung fränkischer Bauern in der weiteren Umgebung. Dieser Königshof wurde durch königliche Beamte verwaltet. Aus dem Hof entstand schließlich die erste Siedlung unter dem Namen „Hildenborn“, was so viel wie „Born“ beziehungsweise „Brunnen auf der Halde“, also an einem Hang gelegen, bedeutet. Eine Gewanne zeugt bis in die Gegenwart von diesem Namen.

### Geschichte von Kollweiler ab dem 19. Jahrhundert
Bis zum Ersten Weltkrieg war Kollweiler ein ausgesprochenes Bauerndorf. Heute sind fast alle Einwohner als Facharbeiter, Fabrikarbeiter oder Angestellte tätig. Einige sind selbständige Unternehmer, die Landwirtschaft ist für die Bürger als Erwerbsquelle fast bedeutungslos. Aus dem Zweiten Weltkrieg kehrten 35 eingezogene Einwohner nicht mehr zurück. Die Gemeinde hat ihren Toten aus den beiden Weltkriegen Gedenktafeln in der Aussegnungshalle des Friedhofes gewidmet.
Von 1798 bis 1905 gehörte die Gemeinde zur Bürgermeisterei Jettenbach. Danach hatte sie bis zum Jahr 1972 eine eigene Bürgermeisterei. Von 1798 bis 1814, als die Pfalz Teil der Französischen Republik (bis 1804) und anschließend Teil des Napoleonischen Kaiserreichs war, war der Ort in den Kanton Wolfstein eingegliedert. 1815 gehörte Kollweiler zunächst zu Österreich. Nach dem Wiener Kongress wurde er ein Jahr später Bayern zugeschlagen. Von 1818 bis 1862 gehörte die Gemeinde weiterhin dem Kanton Wolfstein an und war Bestandteil des Landkommissariats Kusel, das anschließend in ein Bezirksamt umgewandelt wurde.
1939 wurde der Ort in den Landkreis Kusel eingegliedert. Nach dem Zweiten Weltkrieg wurde Kollweiler innerhalb der französischen Besatzungszone Teil des damals neu gebildeten Landes Rheinland-Pfalz. Der Landkreis war weiterhin Kusel.
Im Zuge der ersten rheinland-pfälzischen Verwaltungsreform wurde Kollweiler in den Landkreis Kaiserslautern umgegliedert. Drei Jahre später folgte die Zuordnung zur neu gebildeten Verbandsgemeinde Weilerbach.

### Der Gosenberger Hof
Der Berg in der Nähe ist der des „Gozo“ (z ist als s zu lesen). Der altdeutsche Rufname Gozo ist schon früh bekannt und findet sich ebenfalls in den heutigen Familiennamen „Goos“ oder „Gooß“ wieder. Später geht der Name auf die entstandene Siedlung über.
Gosenberg war ursprünglich ein Dorf und wird in mehreren alten Urkunden genannt:
| Jahr | Name                                       |
| ---- | ------------------------------------------ |
| 1313 | Gosenberg                                  |
| 1580 | Collweiler mit Hof Gosenberg               |
| 1590 | uff den huben zu hildenborn oder Gosenberg |
| 1610 | Hoff zu Gosenberg                          |

An der Kreuzung der beiden Hochstraßen wurde bereits zu fränkischer Zeit eine Dingstätte – Gerichtsstätte – angelegt. In diesem Bereich stoßen fünf Gemarkungen zusammen: Kollweiler, Rothselberg, Frankelbach, Obersulzbach und Erzenhausen. Der Galgenberg war eine Hinrichtungsstätte, die von vielen Orten der Umgebung genutzt wurde. Die Flurnamen – Galgenberg, Am Hochgericht und Rabenacker – deuten darauf hin. Das „Hochgericht“ liegt dabei etwas abseits. Es ist die Stelle, an der die „peinlichen“ Urteile gefällt wurden. Da diese „Dingstatt“ für einen großen Umkreis galt, wurde sie alternativ „Hundertschaftsdingstatt“ genannt. Der bis in die Gegenwart bekannte „Hundsweg“ leitet sich dabei ab vom Hundertschaftsführer „Hundo“, der diesen Weg zur Gerichtsstätte nimmt. Folglich ist der Name nicht im Zusammenhang mit dem Haustier „Hund“ zu deuten.
Im Bewidmungsbrief aus dem Jahre 1393 überschrieb Graf Friedrich von Veldenz seiner Gemahlin Margarethe von Nassau für den Fall seines Ablebens unter anderem Einkünfte aus den Dörfern des „Richenbecher und Deinßberger ambt“ – Reichenbach und Theisberg –, wozu Kollweiler ebenfalls gehörte. Kollweiler war ursprünglich Bestandteil des Reichslandes, das östlich von Lautern bis westlich nach Kusel reichte. Ludwig der Bayer verpfändete um das Jahr 1320 das Amt Reichenbach an die Grafen der Grafschaft Veldenz. Mit dem Tod des letzten Grafen von Veldenz im Jahre 1444 gelangte Kollweiler zu Pfalz-Zweibrücken, bis es 1733 im Rahmen eines Gebietstausches an die Kurpfalz fiel.
Mit dem Jahr 1597 wurden weitreichende Änderungen an den Eigentumsverhältnissen vorgenommen. Damals kaufte der Veldenzer Pfalzgraf Georg Gustav den Erben des zu Lauterecken verstorbenen Pfarrers Nikolaus Stipping dessen Hofanteile ab.
Stippings Frau Cathrein war dabei dem vorher erwähnten Hans Deboldts Tochter. Sie hatte noch einen Bruder den „törichten“ Johannes. Dessen Anteile er für seine Unterkunft bei dem Pfarrer übergab.
Alle Anteile des Besitzes der Familie erhielt der Graf am 27./28. April 1597. Der Pfalzgraf entschloss sich 1610 die Güter an seine Frau, die Pfalzgräfin Maria Elisabetha weiterzuverkaufen. Für mehr als 1015 Gulden heißt es im Kaufbrief:
„Unseren Hof, Hauß und Scheuer und Ställe Und alle darZu gehörigen Liegenden Güter zue Gossenberg als Äcker, Wiesen, Felder, Wäld, Hecken, Weyer, Bäume und Weyden“. Die Urkunde ist datiert auf den 1. Mai 1610.
Mit diesem Datum vergrößerte sich der Gosenbergerhof im Besitz des Pfalzgrafen durch kontinuierlichen Ankauf weiterer Grundstücke.
Die Veldenzer nutzten den Hof zur Ergänzung ihrer Haushaltung. So setzten sie schon im Jahre 1600 einen Hofmann ein. Im Jahr wurde hier Johann Simon Gläser als erster Hofmann zu Gosenberg erwähnt.
Am 2. April 1610 wurde Hans Appel als Hofmann angenommen. In der Urkunde heißt es, dass Hans Appel, aus Thüringen, der neue Hofmann und Schäfer ist.
Im August 1620 marschierte ein großes Heer unter Führung des spanischen Marquis Spinola, von dem heutigen Belgien kommend, in der Gegend ein. Es besetzte den Bereich zwischen Mainz und Bad Kreuznach und Meisenheim. Dabei mussten die protestantischen Truppen weichen.
In dieser Zeit verstarb der Pfalzgraf Georg Gustav († 3. Juni 1634).
Der Höhepunkt des Krieges war wohl das Jahr 1635. Die Lage spitzte sich empfindlich zu und im Sommer wurde Kaiserslautern von katholischen Truppen belagert. Am 17. Juli 1635 gelang es dann den kaiserlichen Truppen die Stadt Lautern wieder einzunehmen und für 3 Tage zu plündern. Der größte Teil der Bevölkerung wurde grausam ermordet. Es wird auch berichtet, dass am 20. Juli Kroaten ins Glantal eindrangen, nach dem dies schwedischen Truppen zur Mittagszeit das Eßweilertal plündernd verließen. Die Kroaten nahmen die letzten Überbleibsel, die der Bevölkerung geblieben war mit. Es ist also naheliegend, dass der Gosenbergerhof sowie Kollweiler in diesen Tagen ebenfalls ausgeplündert wurde und die wenigen Überlebenden nichts weiter als ihr nacktes Leben hatten. Viele verließen daraufhin den Ort und den Hof und waren in alle Winde zerstreut.
- Erst 1642 wird berichtet, dass Kollweiler wieder geringe Zehntlieferungen an das Kloster Offenbach leistet. Wie es zu dieser Zeit auf dem Hof aussah, ist nicht überliefert. Der Krieg endete 1648.

### Die Wiederbesiedlung des Hofes
Als erster Pächter nach dem Krieg wird der Pächter Dietrich Fischer aus Harskirchen (Lothringen) genannt. Eine Urkunde aus dem Jahr 1664 verlängerte die Pacht um wiederum 6 Jahre. Daraus ist zu folgern, dass der Hof 1658 an ihn verpachtet wurde. Eine längere Zeitspanne vergeht nun in der bisher bekannten Aktenlage.
- Erst 1682 wird berichtet, dass der Hof von Claus Lenhard, der mit der Tochter des Dietrich Fischer verheiratet war, aufgrund seiner gesundheitlichen Disposition nicht mehr weiterführen konnte und so wollte er das Pachtverhältnis aufgeben.

Trotz der schlechten Gesundheitslage entschloss er sich am 1. März 1682 den Pachtvertrag zu verlängern. Es wird auch berichtet, dass er der erste Erbbeständer des Hofes war. Davor waren nur Hofmänner bekannt. Er verstarb im Dezember 1694. Seine Frau lebte noch 1702, was mit einer Pachtzahlung von 100 Rheintaler (1 ½ Florin) dokumentiert ist.
Zu Beginn des 18. Jahrhunderts wurde der Hof auf vier Kinder von Claus Lenhard aufgeteilt:
- Anna Sybilla verheiratet mit Anton Fell,
- Anna Maria verheiratet mit Peter Gall <Peter Karl> Geib,
- Apollonia verheiratet mit David Geib und
- Peter verheiratet mit Veronica Schack <Jacques>.

1764 erfahren wir, wie sich die Eigentumsverhältnisse darstellen:
- Peter Grohs 10 %
- Barthel Ziehmer 20 %
- Michel Fell und
- Jacob Geib je 25 %
- Peter Le(o)nhard 20 %

Ab 1798 kamen die Franzosen nach Kollweiler. Der Hof wurde als Nationalgut von den Franzosen eingezogen. Es lebten auf dem Hof zu diesem Zeitpunkt vier Familien: Fell, Lenhard, Schuck, Urschel.
In dieser Zeit wurde das französische Verwaltungssystem eingeführt und Kollweiler und der Gosenbergerhof gehörten nun zum „Departement Tonnere“ (Donnersberg) und zum Bezirk Kaiserslautern bis 1814. Nach den Befreiungskriegen wurde für Bayern die heutige Pfalz aus zahlreichen kleinen Splitterherrschaften geschaffen.
Ab diesem Zweipunkt wird der Gosenbergerhof nur noch in Verbindung mit Kollweiler genannt.

## Bevölkerung

### Einwohnerentwicklung
| Jahr   | Einwohner |
| ------ | --------- |
| ~ 1650 | ~ 80      |
| ~ 1709 | ~ 100     |
| ~ 1750 | ~ 240     |
| ~ 1800 | ~ 380     |
| 1837   | 462       |
| 1916   | 410       |

| Jahr           | Einwohner |
| -------------- | --------- |
| 1963           | 400       |
| 1975           | 350       |
| 1986           | 368       |
| 2008           | 450       |
| September 2009 | 494       |
| 2014           | 486       |

Das Dorf Kollweiler hatte rückläufige Einwohnerzahlen. Viele junge Kollweiler zogen in benachbarte Gemeinden oder Städte mit weniger bäuerlichem Charakter. In den 1990er Jahren wurden als Reaktion darauf die ersten Baugebiete erschlossen. So auch das Gebiet „Steinkaut“. Die Gemeinde kaufte ein günstiges Gehöft im Zentrum des Ortes, das sie in Eigenregie notdürftig renovierte und Vereinen zur Verfügung stellte.
Im Ort leben seit vielen Jahren zahlreiche amerikanische Mitarbeiter der Armee. Da diese in den Einwohnermeldelisten nicht eingetragen sind, lassen sich lediglich Schätzungen anstellen. Mittlerweile dürften etwa 250 Einwohner amerikanischer Nationalität in Kollweiler leben.

### Religionen
Nach einer Meisenheimer Urkunde von 22. Januar 1470 gehörte der Ort Kollweiler kirchenrechtlich zur Pfarrei Reichenbach. Im Wesentlichen waren die drei Konfessionen der Römisch-Katholischen Kirche, der Evangelisch-Lutherischen Kirche sowie der Reformierten Kirche im Ort vertreten.

#### Katholiken
Mit dem Dreißigjährigen Krieg von 1618 bis 1648 kam es zu einem deutlichen Anstieg der Zuwanderungsrate in die Pfalz. 1684 wurde die Katholische Pfarrei Reichenbach, die auch die Gemeinde Kollweiler umfasste, gegründet. Bis zum Jahr 1713 versahen Franziskaner (OFM) aus Meisenheim die Pfarrei.
Mit dem Badener Friedenskontrakt wurde 1714 das Simultaneum festgeschrieben. Als Besonderheit des Simultaneums war, dass seinerzeit für die gesamte Pfalz galt. Es ist gleichbedeutend mit der gemeinschaftlichen Nutzung auch lutherischer und reformierter Kirchen durch die Katholiken. Dies betrifft ebenso die lutherische Kirche in Kollweiler.

#### Lutheraner
Die Seelsorge und die Versorgung der Kirchengemeinde fand durch den lutherischen Pfarrer in Reichenbach statt. Für das Jahr 1538 ist vermerkt, dass der Pfarrer „in Reichenbach sonntags, in Jettenbach dienstags und in Kollweiler freitags eine Predigt abhalte“. Nach dem Dreißigjährigen Krieg beklagten sich die Kollweiler und Jettenbacher Lutheraner bis ins 18. Jahrhundert hinein, wegen der schlechten Betreuung durch den Reichenbacher Pfarrer. So erhielten sie eine eigene Pfarrei „Jettenbach“ mit der Filialgemeinde „Kollweiler“ am 14. Dezember 1741.
Franz Christian Leonhard, der damalige Reichenbacher Pfarrer, versuchte mit einem Bericht die Separierung zu verhindern. Die Kollweilerer und Jettenbacher Lutheraner empfanden diesen Bericht als „grundlosen und wahrheitsgehäßiges Kennzeichen des Geitzes“.
Anfang 1742 kam der erste Pfarrer auf die neuerrichtete Pfarrstelle Jettenbach – Johann Heinrich Schlosser – nach Jettenbach. Er starb jedoch schon nach zweijähriger Amtszeit. Es folgte kurz darauf Vikar Schnell, der sich allerdings ungeziemend gegen die Witwe seines Vorgängers verhielt. Auf ihn folgte Vikar Heinrich Jacob Siegfried. Er war noch unverheiratet und lebte bei dem Kirchenvorsteher Hertel in Kost und Logis. Im Sommer 1745 wurde gemunkelt, dass der Vikar die Tochter des Kirchenvorstehers geschwängert hatte. Er heiratete sie schließlich am 17. Februar 1746. Sie kam schon am 23. Februar 1746 mit einer Tochter nieder. Vikar Siegfried starb innerhalb des nächsten Jahres.
Nun beabsichtigte Pfarrer Leonhard von Reichenbach, seinen Sohn auf die Pfarrstelle von Jettenbach und Kollweiler zu bringen. Das Consitorium zu Mannheim entschied sich jedoch für Johann Georg Krieger, der von 1746 bis 1781 als Pfarrer amtierte. Hierauf schwenkte der Reichenbacher Pfarrer um und gab seinem Amtskollegen seine Tochter zur Frau. Die Heirat fand am 18. Dezember 1747 statt. Zeit seines Lebens bekam Johann Georg Krieger den Zehnt von Jettenbach, während der Zehnt von Kollweiler weiterhin nach Reichenbach ging. Seinen Gottesdienst hielt er entgegen der Absprache nur alle zwei Wochen in Kollweiler. Wegen seines „schwächlichen“ Leibs hatte die Gemeinde Kollweiler später dann davon abgesehen.
Man forderte es aber wieder mit der Besetzung der Stelle durch Pfarrer Hauber. Mit diesem kam 1781 ein Spross einer alten südbadischen Pfarrersfamilie. Während seiner Amtsführung wurden die Kirchenbücher derart lückenhaft geführt, dass der Verdacht aufkommt, er widmete sich mehr der Mathematik und Geometrie. In den Kirchenbüchern finden sich zahlreiche Eintragungen.
Der von Pfarrer Hauber erhaltene Kollweiler Zehnt wurde regelmäßig in Kollweiler versteigert. In manchen schlechten Jahren verwendete er den Kollweiler Zehnt ebenso für den eigenen Bedarf. Die Menge des Zehnten betrug für Kollweiler: 45 Mltr. – halb Korn und halb Hafer. Es kam aber ebenfalls vor (1784), dass lediglich zehn Mltr. Korn und zehn Mltr. Hafer bezahlt werden mussten. In den 1790er Jahren durfte sich Pfarrer Hauber mehrfach wegen „Holzfrevels“ verantworten und Geldstrafen zahlen. Die Einkünfte waren dabei so gering, dass es verwunderte, dass Hauber bis zu seinem Tod 1816 im Ort blieb. Er war bis in die Gegenwart mit 35 Dienstjahren der Pfarrer mit der längsten Amtszeit in Jettenbach und Kollweiler.

#### Reformierte
Der Pfarrsitz ist Neunkirchen am Potzberg, dessen Kirche 1750 erbaut wurde. Bis 1798 reichte die Pfarrei von Reichenbach bis nach Lauterecken. Die Reformierten sind wie die Katholiken meist eingewandert. Einige stammten aus der Schweiz, andere aus Belgien oder Nordfrankreich. Mit dem Zusammenschluss (Unierung) der lutherischen und reformierten Religionszugehörigkeit zur Vereinigten Protestantisch-Evangelisch-Christlichen Kirche der Pfalz wurde am 29. November 1818 der erste Gottesdienst nach der Agende wie sie die Bezirkssynode Kaiserslautern festgelegt hatte, gefeiert.
In Kollweiler fand die Unierung im Gegensatz zu Jettenbach Anerkennung, was sich auch durch gemischte Konfessionsehen ausdrückte.
Es wurde für die Kollweiler Gemeindemitglieder vieles einfacher.

#### Heutige Religionszugehörigkeit
2012 waren 54,0 Prozent der Einwohner evangelisch und 20,9 Prozent katholisch. Die übrigen gehörten einer anderen Religion an oder waren konfessionslos.

## Politik

### Gemeinderat
Der Gemeinderat in Kollweiler besteht aus zwölf Ratsmitgliedern, die bei der Kommunalwahl am 9. Juni 2024 in einer personalisierten Verhältniswahl gewählt wurden, und dem ehrenamtlichen Ortsbürgermeister als Vorsitzendem. Bis zur Wahl 2019 waren es acht Ratsmitglieder.
Die Sitzverteilung im Gemeinderat:
| Wahl | SPD | FWG | Gesamt   |
| ---- | --- | --- | -------- |
| 2024 | 5   | 7   | 12 Sitze |
| 2019 | 7   | 5   | 12 Sitze |
| 2014 | 5   | 3   | 8 Sitze  |
| 2009 | 5   | 3   | 8 Sitze  |
| 2004 | 5   | 3   | 8 Sitze  |

- FWG = Freie Wählergruppe Kollweiler e. V.

### Bürgermeister
Timo Müller wurde am 10. September 2024 Ortsbürgermeister von Kollweiler. Da bei der Direktwahl am 9. Juni 2024 kein Wahlvorschlag eingereicht wurde, oblag die Neuwahl des Bürgermeisters gemäß rheinland-pfälzischer Gemeindeordnung dem Rat, der sich für Timo Müller entschied.
Sein Vorgänger Ralf Heinz (SPD) hatte das Amt seit Februar 2022 inne. Bei der Direktwahl am 30. Januar 2022 war er mit einem Stimmenanteil von 95,13 % gewählt worden. Diese Neuwahl war notwendig geworden, da die bisherige Ortsbürgermeisterin Claudia Zahneißen (SPD) ihr Amt am 6. Oktober 2021 niedergelegt hatte. Sie war bei einer Stichwahl am 16. Juni 2019 mit einem Stimmenanteil von 55,70 % gewählt worden, nachdem bei der Direktwahl am 26. Mai 2019 keiner der ursprünglich drei Kandidaten die notwendige Mehrheit erreicht hatte. Zahneißen war damals Nachfolgerin von Hartmut Schmitt (SPD).

### Wappen
| Wappen von Kollweiler | Blasonierung: „Unter von Schwarz und Gold gespaltenem Schildhaupt, darin drei fünfstrahlige Sterne in verwechselten Farben, von Gold und Schwarz gespalten, rechts ein schwarzer Reichsapfel mit goldener Spange und schwarzem Kreuz, links ein rotbewehrter und -bezungter goldener Löwe.“ |
| Wappen von Kollweiler | Wappenbegründung: Der Pfälzer Löwe verweist auf die frühere Zugehörigkeit zur Kurpfalz. Es wurde 1975 von der Bezirksregierung Neustadt genehmigt. |

## Kulturdenkmal
Vor Ort existieren insgesamt zwei Objekte, die unter Denkmalschutz stehen, darunter die Pfarrkirche.

## Wirtschaft und Infrastruktur

### Wirtschaft
Kollweiler galt als ausgesprochenes Bauerndorf, das mittlerweile aufgrund seiner Infrastruktur überwiegend die Landwirtschaft nur noch im Nebenerwerb betrieb und seit 2009 nur noch einen Vollbauern zählt. Der Windpark Rothselberg befindet sich teilweise auf der Gemarkung von Kollweiler.

### Verkehr
Durch Kollweiler führen die Landesstraßen 369 und 372, die sich mitten im Ort kreuzen und ein Stück gemeinsam verlaufen. Erstere verläuft von Schwedelbach nach Eßweiler und letztere von Reichenbach-Steegen nach Offenbach-Hundheim.
Ursprünglich sollte die Bachbahn genannte Bahnstrecke von Lampertsmühle-Otterbach nach Reichenbach über Kollweiler führen, was jedoch aus topographischen Gründen fallen gelassen wurde. Nachdem die Strecke ab 1912 bis Weilerbach fertiggestellt war, folgte das Reststück Reichenbach 1920; die einzige Zwischenstation in Schwedelbach war die nächstgelegene von Kollweiler aus. Der Personenverkehr endete 1972, der Güterverkehr 1994; inzwischen ist die Strecke stillgelegt worden.

### Institutionen
Das 1892 erbaute Schulhaus, das zwei Lehrsäle umfasste, dient heute als Wohnhaus. Mit der Auflösung der örtlichen Volksschule 1968 wurden die Säle zu einem Dorfgemeinschaftshaus umgestaltet. Verwaltet wurde es bis zum Verkauf von der „Saalgemeinschaft“.
Eine zentrale Wasserleitung wurde schon relativ früh gebaut. Sie wurde inklusive Pumpwerk zu einem Preis von 29.500 Mark im Jahre 1904 fertiggestellt. Elektrisches Licht bekam Kollweiler 1922. Das Ortsstraßennetz wurde in den Jahren 1963 bis 1968 ausgebaut. In den Jahren 1973 und 1974 wurde eine Friedhofshalle erbaut.
Mit dem Beitritt zum Kindergartenzweckverband Schwedelbach haben Erzenhausen, Schwedelbach und Kollweiler einen eigenen Kindergarten in Schwedelbach eingerichtet.
Im Jahr 1987 wurde die Jettenbacher Straße vollständig mit den entsprechenden Versorgungs- und Medienleitungen erneuert.

## Persönlichkeiten
- Peter Kleemann II. (1858–1931), Mühlarzt, Tiefbauunternehmer, Ökonomierat, Bürgermeister, Erbauer von Brunnen, Wasserhochbehältern und ersten Wasserleitungen in Hoof im Ostertal, Grasellenbach im Odenwald, Steinbach.
- Eugen, Ritter von Kleemann, S. d. Peter Kleemann II., Vermessungsingenieur, Hauptmann im WK I., geadelt und zum Ritter ernannt für außerordentliche Verdienste vor dem Feind (WK I), Träger des bayer. Militär-Max-Joseph-Ordens.
- Karl, Ritter von Kleemann, S. d. Peter Kleemann II., Forstbeamter, Oberleutnant der Res. und Batterieführer, 7. Batterie im Reserve-Feld-Artillerie-Rgt. 1, geadelt und zum Ritter ernannt für außerordentliche Verdienste vor dem Feind (WK I), Träger des bayer. Militär-Max-Joseph-Ordens.
- Reinhold Wilking (1899–1945), Fotograf, Ausbildung: Bayr. Akademie für Lichtbildwesen" in München. Fotokünstler der 1920er und 1930er Jahre, Mitarbeiter von Theodor Zink im Gewerbemuseum Kaiserslautern, Fotoausstellung in Chicago.
- Karl Kleemann (1904–1969), Lehrer, Politiker (NSDAP)
- Anna Herta Zimmermann (1921–2003), nach ihr wurde der Buswendeplatz benannt („Änni-Zimmermann-Platz“)